# Nukleofilna adicija
Nukleofilna adicija je organska kemijska reakcija, v kateri se razcepi π vez, s pripajanjem nukleofila pa zatem nastaneta dve novi kovalentni vezi.. Nukleofilna adicija je torej omejena na spojine z vsaj eno večkratno vezjo: 
- spojine z dvojno ali trojno vezjo med ogljikovimi atomi, na primer alkeni (–C=C–) in alkini (–C≡C–)
- spojine s heterogeno večkratno vezjo, na primer karbonili (C=O), imini (–C=N–) in nitrili (–C≡N).

## Adicija na večkratno vez ogljik-hetero atom
Adicijske reakcije nukleofila na dvojno ali trojno vez ogljik-heteroatom, na primer C=O ali C≡N, se med seboj zelo razlikujejo. Omenjene vezi so polarne, ker imajo udeleženci različno elektronegativnost (C=2,55, N=3,04, O=3,44). Ogljikov atom je v teh vezeh bolj pozitiven, zato bo postal primarna tarča nukleofila. Reakcijski mehanizem je prikazan na naslednji sliki:
Tovrstna reakcija se imenuje 1,2 nukleofilna adicija. Če sta obe alkilni substituenti (R) različni in če v reakciji ni nobenega kontrolnega procesa, na primer helatacije z Lewisovo kislino, stereokemija ni pomembna, reakcijski produkt pa je racemna zmes obeh kiralnih izomerov. Takšne adicije so zelo številne. Če adicijski reakciji takoj sledi eliminacijska reakcija, reakcija postane nukleofilna acilna substitucija oziroma adicijsko-eliminacijska reakcija.

### Karbonili
Če so elektrofili karbonilne spojine, pridejo v poštev naslednji nukleofili:
- voda pri hidriranju v geminalne diole

R2C=O + H2O → R2C(OH)2
- alkohol pri acetiliranju v acetale

R2C=O + 2R'OH → R2C(OR')2 + H2O
- hidrid pri redukciji v alkohol

R2C=O + H- → R2CH-O- (adicija)
R2CH-O- + H+ → R2CH-OH (nevtralizacija)
- amin skupaj s formaldehidom in karbonilno skupino v Mannichovi reakciji

R2C=O + R'NH2 → R2C=NR' + H2O
- enolatni ion v aldolni reakciji ali Baylis-Hillmanovi reakciji
- organokovinski nukleofil v Grignardovi reakciji, sorodni Barbierovi reakciji ali reakciji Reformatskega
- ilidi, na primer Wittingov reagent ali reagent Corey-Hajkovski ali α-silil karboanioni v Petersonovi olefinaciji
- fosfonatni karboanion v Horner-Wadsworth-Emmonsovi reakciji
- piridinov hibridni ion (zwitterion) v Hammickovi reakciji
- acetilenid v Favorskijevi reakciji

### Nitrili
Če so elektrofili nitrili, so možne naslednje nukleofilne adicije:
- hidroliza nitrilov v amide ali karboksilne kisline

R-CN + 2H2O → R-COOH + NH3
- organocinkovi nukleofili v Blaiseovi reakciji
- alkoholi v Pinnerjevi reakciji
- α-ogljikov atom istega nitrila v Thorpeovi reakciji. Intramolekularna verzija reakcije se imenuje Thorpe-Zieglerjeva reakcija.

### Imini in druge spojine
Če so elektrofili imini, so možne naslednje nukleofilne adicije:
- pretvorba hidridov v amine v Eschweiler-Clarkeovi reakciji
- reakcija vode s karbonili v Nefovi reakciji

Če so elektrofili druge spojine, lahko pride do
- adicije alkohola na izocianat, pri čemer nastane uretan

R-NCO + R'OH → R-NHCOOR'
Nukleofili napadajo karbonilne centre pod posebnim kotom, ki meri 107° in se imenuje Bürgi-Dunitzov kot.

## Adicija na dvojno vez C=C
Gonilna sila adicije na alkene je tvorba nukleofila X-, ki tvori kovalentno vez z elektronsko revnim nenasičenim sistemom –C=C- (prvi korak). Negativni naboj X se prenese na vez ogljik-ogljik:
V drugem koraku se negativno nabiti karboanion veže z elektronsko revnim Y+, tako da nastane druga kovalentna vez.
Običajni alkeni niso dovzetni za nukleofilni napad, ker je vez nepolarna. Izjema je stiren, ki reagira v toluenu z natrijem, tako da preko vmesnega karboaniona nastane 1,3-difenilpropan:
Drugo izjemo so odkrili v Varrentrappovi reakciji. Nenavadno reaktivnost dvojne vezi imajo tudi fulereni, tako da so adicije, kot je na primer Bingelova reakcija, kar pogoste. 
Če je X karbonilna skupina, na primer C=O ali RCOO, ali cianidna skupina CN, je reakcija konjugirana adicijska reakcija. Substituenta X s svojim induktivnim efektom pomaga stabilizirati negativni naboj na ogljikovem atomu. 
Adicije, v katerih je Y aktivna vodikova spojina, se imenujejo Michaelove reakcije. 
Perfluorirani alkeni (alkeni, ki imajo vse razpoložljive vodikove atome substituirane s fluorom) so močno nagnjeni k nukleofilni adiciji in s fluridnim ionom iz  cezijevega fluorida (CsF) ali srebrovega(I) fluorida (AgF) tvorijo perfluoroalkilni anion.